# Schöneberger Vorstadt
Pour les articles homonymes, voir Schöneberg.

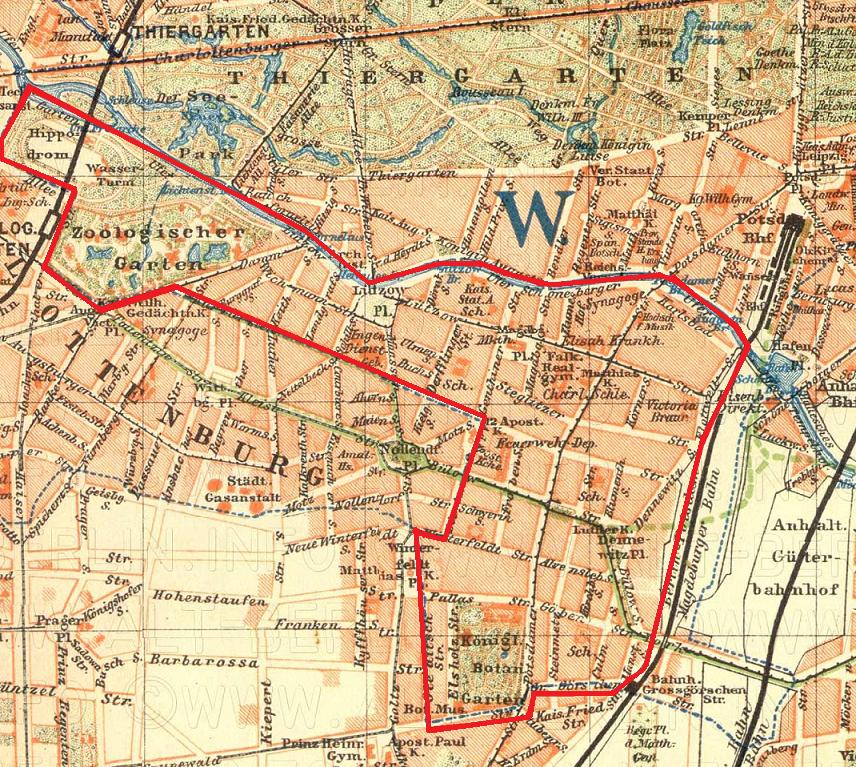
Schöneberger Vorstadt (1861–1920)

Le Schöneberger Vorstadt (littéralement, le « faubourg de Schöneberg ») est un quartier historique de Berlin. Faisant autrefois partie de la commune de Schöneberg, il fut rattaché administrativement en 1861.
Il était délimité par le Landwehrkanal au nord, la ligne de chemin de fer de Berlin-Potsdam à l'est, Schöneberg au sud et Charlottenbourg à l'ouest. En 1920, Schöneberg était l'une des sept villes indépendantes qui furent incorporées au Grand Berlin (Groß-Berlin) et transformées en un district de la capitale allemande, lorsque la plus grande partie du Schöneberger Vorstadt se dissout dans le district de Tiergarten. Beaucoup de bâtiments de la période wilhelmienne furent sévèrement endommagés par le bombardement de Berlin pendant la Seconde Guerre mondiale. 

## Lieux et bâtiments

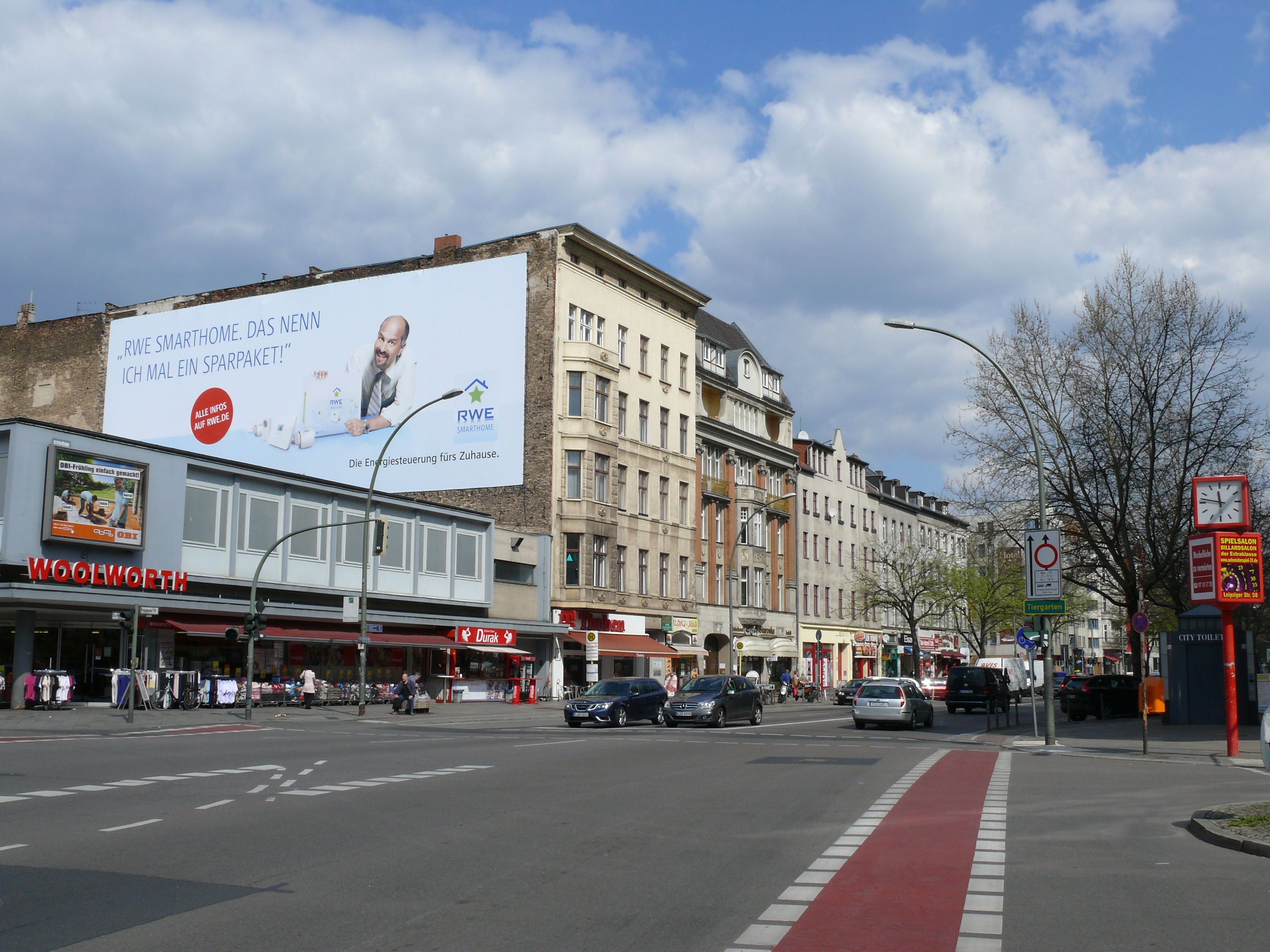
Potsdamer Straße.

- Potsdamer Straße
- Bülowstraße
- Berliner Sportpalast
- Parc Heinrich-von-Kleist
- Kammergericht